# Terry Fox
Terrance Stanley «Terry» Fox (Winnipeg, Manitoba; 28 de julio de 1958-New Westminster, Columbia Británica; 28 de junio de 1981) fue un deportista y activista canadiense en pro de la investigación contra el cáncer.
Durante la secundaria y la universidad fue jugador de baloncesto. Con apenas dieciocho años perdió la pierna derecha: le diagnosticaron un osteosarcoma (un tipo de cáncer de huesos) y tuvieron que amputársela. A pesar de ello no abandonó la práctica deportiva: siguió corriendo con una pierna ortopédica y continuó jugando al baloncesto, aunque en silla de ruedas —en esta disciplina ganó tres campeonatos nacionales—. A finales de 1979 comenzó a preparar una carrera que denominó Maratón de la Esperanza, con la que quería atravesar el territorio canadiense de extremo a extremo para recaudar dinero para la investigación contra el cáncer. Su objetivo era obtener por lo menos un dólar canadiense por cada uno de los veinticuatro millones de habitantes de su país. En abril del año siguiente comenzó su carrera, sin levantar ninguna expectación, en San Juan de Terranova, en el extremo oriental del país, y a partir de ahí corrió diariamente la distancia equivalente a un maratón completo, unos cuarenta y dos kilómetros. Tenía previsto terminar su empresa en Victoria (Columbia Británica), en septiembre, lo que hubiera supuesto un recorrido de unos 8000 km. Para cuando llegó a Ontario se había convertido en una estrella en todo Canadá y aparecía en actos públicos junto con empresarios, atletas y políticos para recaudar fondos. Sin embargo, debido a la extensión del cáncer a sus pulmones, tuvo que poner fin al Maratón de la Esperanza en las afueras de Thunder Bay, en la zona occidental de Ontario, después de un periplo de 143 días en los que recorrió 5373 kilómetros (3339 millas). Sus esperanzas de poder vencer la enfermedad y completar la carrera se truncaron cuando falleció nueve meses más tarde, sin haber llegado a cumplir veintitrés años.
Su hazaña atrajo la atención mundial y le granjeó la consideración de héroe nacional en Canadá. Obtuvo en vida numerosos reconocimientos: fue la persona más joven en ingresar, con el rango más elevado (el de companion), en la Orden de Canadá; ganó en 1980 el premio Lou Marsh al atleta canadiense más destacado y también se le distinguió como el «Canadian Newsmaker of the Year» —la personalidad con mayor influencia en la actualidad canadiense durante el año en curso— tanto en 1980 como en 1981. Tras su muerte, se dio su nombre a varios edificios, parques, y carreteras en todo el país. Dejó también un legado duradero, del que destaca la carrera Terry Fox, celebrada anualmente desde 1981 en más de sesenta países y en la que participan millones de personas. Se trata de la mayor carrera de un día destinada a la recaudación de fondos para la investigación contra el cáncer en todo el mundo, y hasta 2012 había recaudado 600 millones de dólares canadienses.

## Primeros años
Terry Fox nació el 28 de julio de 1958 en Winnipeg, capital de Manitoba, al oeste de la región de las praderas canadienses. Sus padres fueron Rolland «Rolly» Fox, guardagujas del Canadian National Railway, y Betty Fox, ama de casa durante la infancia de sus hijos (posteriormente encontró trabajo como dependienta en una papelería). Terry fue el segundo de cuatro hermanos: Fred —el mayor—, Darrell y Judith, la única mujer. En 1966, cansados de los duros inviernos de las praderas, su familia se mudó a Surrey, una localidad del área metropolitana de Vancouver (Columbia Británica), y dos años después se asentaron en la cercana localidad de Port Coquitlam, en la orilla opuesta del río Fraser. Sus padres estaban entregados a su familia, en especial su madre, que era especialmente protectora con sus hijos. Gracias a ella, Terry desarrolló una tenaz dedicación a cualquier tarea que emprendiese. Según declaraciones de su padre, Terry era extremadamente competitivo y odiaba tanto perder que perseveraba hasta tener éxito en cualquier actividad en la que no hubiera obtenido inicialmente el resultado esperado.
De niño, fue un atleta entusiasta; jugaba al fútbol, rugby y béisbol. Sin embargo, su pasión era el baloncesto. Cuando estaba en octavo grado, aunque sólo medía metro y medio de altura y no era un buen jugador, quiso formar su propio equipo escolar. Sin embargo, su maestro de educación física y entrenador de baloncesto en la Mary Hill Junior High School consideró que Fox podía desempeñarse mejor como corredor de fondo, por lo que lo animó para que se inscribiera en atletismo. Aunque el joven no estaba interesado en las carreras de a campo traviesa, aceptó hacerlo, ya que respetaba y quería complacer a su entrenador. Estaba empeñado en jugar como baloncestista incluso aunque en el octavo grado fue el último suplente de su equipo —apenas jugó un minuto en toda la temporada—, lo que le llevó a dedicar el siguiente verano a entrenar para mejorar su juego. En el noveno grado consiguió convertirse en jugador regular del equipo, para pasar a ser integrante del quinteto titular durante el grado siguiente. En el duodécimo grado, junto con su mejor amigo Doug Alward, recibió el premio de «atleta del año» de su escuela secundaria.
Terminada la enseñanza secundaria, Fox no tenía claro si quería ir a la universidad. Fue su madre la que le persuadió de que se matriculara en la Universidad Simon Fraser, una universidad pública situada en el área metropolitana de Vancouver, donde estudió quinesiología para luego poder convertirse en profesor de educación física. Una vez matriculado hizo una prueba para formar parte del equipo universitario junior de baloncesto y sobresalió gracias a su determinación, incluso frente a jugadores con más talento que él.

## Manifestación de su enfermedad

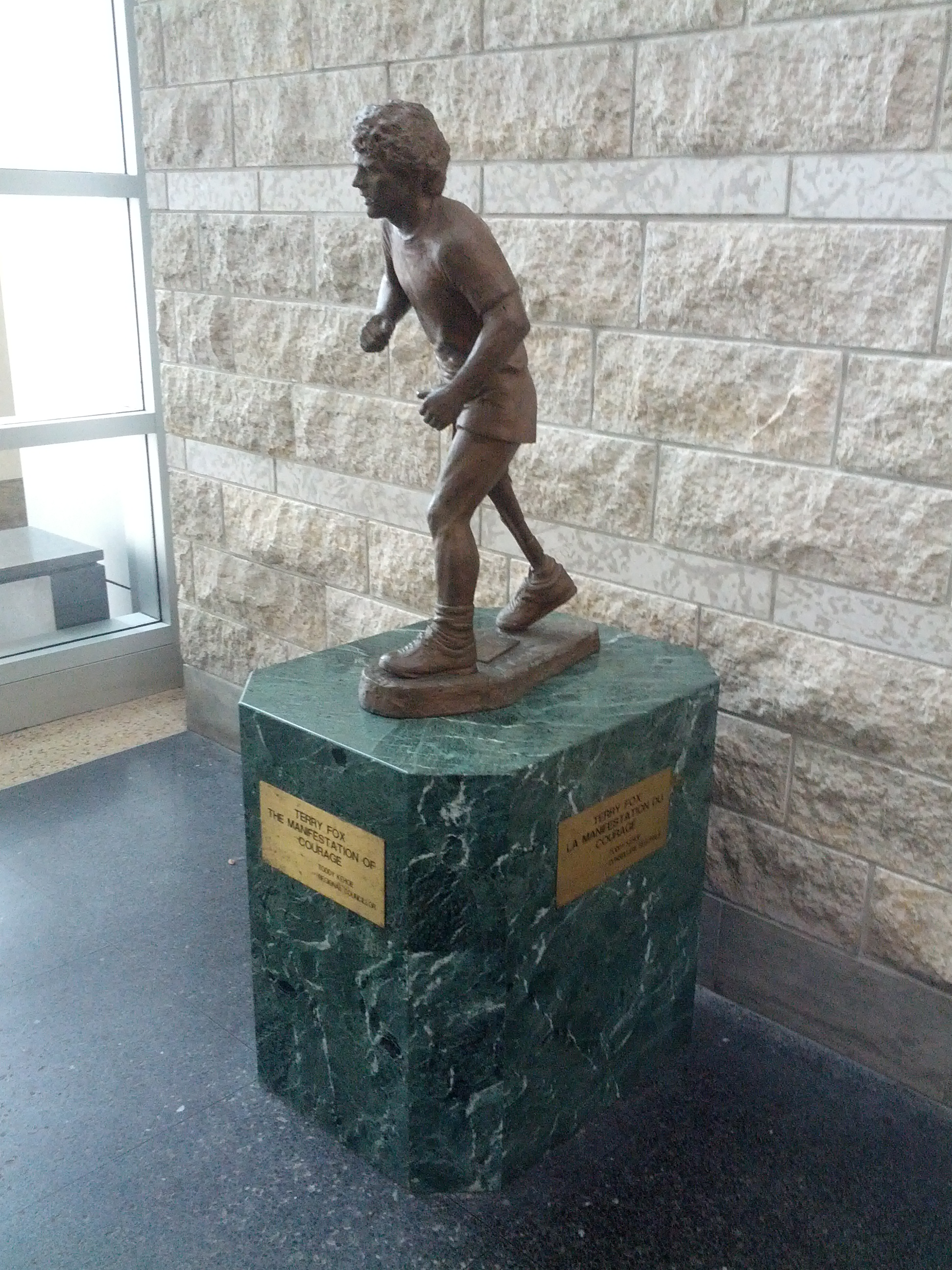
Estatua de Terry Fox dentro de la casa consistorial de Ottawa.

El 12 de noviembre de 1976, mientras conducía de vuelta a su casa en Port Coquitlam, Fox se distrajo al mirar un puente en construcción y chocó contra la parte trasera de una camioneta. Aunque su automóvil quedó inservible, solamente sufrió una herida en la rodilla derecha. Al mes siguiente volvió a sentir dolor, pero no quiso prestar atención al asunto hasta que no terminara la temporada de baloncesto. Sin embargo, en marzo del año siguiente el dolor se había intensificado de tal forma que acudió finalmente al Royal Columbian Hospital —situado en New Westminster, junto a Vancouver—, donde le diagnosticaron osteosarcoma, una variante de cáncer que surge normalmente cerca de las rodillas. Inicialmente Fox creyó que el accidente había debilitado la rodilla, dejándola vulnerable al cáncer, aunque los médicos le explicaron que no había tal relación. El tratamiento que le prescribieron era agresivo: para detener el avance de la enfermedad habría que amputarle la pierna quince centímetros por encima de la rodilla, y después someterle a un largo tratamiento de quimioterapia. El equipo médico le explicó también que gracias a los avances médicos experimentados en los años anteriores tenía una probabilidad de sobrevivir del 50 %. Cuando Fox supo que dos años antes la tasa de supervivencia era de apenas un 15 %, quedó impresionado. Este avance le convenció de la importancia de la investigación contra el cáncer.
La operación quirúrgica tuvo lugar el 9 de marzo. Con ayuda de una pierna artificial provisional, Fox pudo caminar a las tres semanas de la amputación. Otras tres semanas después fue capaz incluso de jugar al pitch and putt con su padre. Los médicos estaban impresionados por la actitud positiva del joven, y coincidieron en que eso había contribuido a su rápida recuperación. Tras la operación se sometió durante dieciséis meses a quimioterapia en la British Columbia Cancer Control Agency de Vancouver, período que el propio Fox describió como «difícil», ya que veía como otros pacientes con cáncer sufrían y morían a causa de la enfermedad. Cuando terminó el tratamiento, Fox tenía un nuevo objetivo en su vida. Sentía que le debía su vida a los avances médicos y quería vivir de forma que alentara a otros a ser valientes.
En el verano de 1977 Rick Hansen, que trabajaba con la Asociación de Deportes en Silla de Ruedas de Canadá, lo invitó a incorporarse a su equipo de baloncesto en silla de ruedas. Aunque para entonces se sometía aún a quimioterapia, la energía del joven impresionó a Hansen. Menos de dos meses después de aprender a jugar esa variante de baloncesto, Fox se integró en el equipo que participaría en el campeonato nacional, que se celebraba ese año en Edmonton. Fox ganaría tres campeonatos nacionales con su equipo, y la Asociación de Baloncesto en Silla de Ruedas de América del Norte lo nombró all-star en 1980.

## Maratón de la Esperanza
La noche previa a la cirugía, Fox leyó un artículo sobre Dick Traum, el primer amputado en completar el Maratón de Nueva York, en 1976, que le había traído su entrenador de baloncesto. El texto lo motivó de tal forma que comenzó un programa de entrenamiento que duraría catorce meses, diciéndole a su familia que él mismo pensaba competir en un maratón. En realidad, Fox había ideado un plan más ambicioso. Durante su experiencia hospitalaria el poco dinero que se destinaba a la investigación contra el cáncer le había causado un profundo malestar, por lo que planeó correr a lo largo de todo Canadá, con la esperanza de aumentar la conciencia social sobre el cáncer, un propósito que solamente había compartido hasta entonces con su amigo Douglas Alward. No se trataba, sin embargo, del primer intento de correr de costa a costa para recaudar fondos. En 1974, Mark Kent cruzó el país con el propósito de conseguir financiación para el equipo canadiense que iba a participar en los Juegos Olímpicos de Verano de ese año en Montreal.
Su protésico le construyó una prótesis utilizando un pogo saltarín equipado con un amortiguador, pero a Fox no le gustó este nuevo dispositivo y volvieron a una pierna protésica más tradicional, aunque con algunas modificaciones para afrontar carreras de larga distancia (por ejemplo, se reemplazó una válvula metálica por otra de acero inoxidable para impedir que se oxidara con el sudor del corredor). A pesar de las modificaciones, el resultado era inusual, ya que tenía que saltar dos veces sobre su pierna izquierda —la amputada era la derecha— por cada paso que daba con la pierna artificial, ya que esta necesitaba un tiempo extra para volver a su posición inicial tras cada paso —de hecho, durante el maratón, Fox se enojó ocasionalmente cuando se cuestionó su estilo de marcha—. El entrenamiento le resultaba penoso porque la presión adicional que ejercía, tanto en su pierna izquierda como en su muñón, le provocaba hematomas, ampollas y un dolor intenso. También se dio cuenta de que después de aproximadamente veinte minutos de carrera traspasaba el umbral del dolor y podía continuar la carrera más cómodamente.
En agosto de 1979, acompañado por su amigo Doug, compitió en un maratón en Prince George (Columbia Británica). Terminó en último lugar, diez minutos por detrás de su competidor más cercano, pero su esfuerzo mereció los aplausos y lágrimas de los demás participantes. Tras el maratón, le reveló a su familia el plan que había mantenido en secreto hasta entonces. En un principio su madre rechazó el proyecto, lo que enfureció a Fox, aunque finalmente le mostró su apoyo. Según relató posteriormente: «[Terry] me dijo "creí que serías una de las primeras personas en creer en mí". Y no lo fui. Fui la primera persona que lo decepcionó». Al principio, esperaba recaudar un millón de dólares canadienses, luego diez millones y al final estaba seguro de que lograría el equivalente a un dólar por cada uno de los veinticuatro millones de habitantes de Canadá en esa época.

### Preparación
El 15 de octubre de 1979, Fox envió una carta a la Sociedad Canadiense contra el Cáncer en la que anunciaba su objetivo y solicitaba financiamiento. Declaraba que «conquistaría» su invalidez. También prometió que completaría la carrera, incluso aunque tuviera que «arrastrarse cada una de las millas». Para explicar la razón por la que quería recaudar dinero para la investigación, describió su experiencia personal en el tratamiento del cáncer:

Pronto me di cuenta de que [el tratamiento] sólo sería la mitad de mi misión, porque en los dieciséis meses durante los cuales me sometí a la terrible experiencia de la quimioterapia, física y emocionalmente agotadora, me vi duramente sacudido por las sensaciones que me rodeaban y pervivían en la clínica de cáncer. Contemplé rostros que exhibían sonrisas valientes y otros que habían renunciado a sonreír. Presencié sentimientos de negación esperanzada y sentimientos de desesperación. Mi misión no sería egoísta. No podía irme de ahí sabiendo que esos rostros y sentimientos seguirían existiendo, aun cuando yo estuviera libre de mi cáncer. El sufrimiento tiene que detenerse en algún lugar... y yo estaba decidido a llegar al límite por esta causa.

Fox no prometió que gracias a sus esfuerzos se descubriría una cura para el cáncer, pero concluyó su carta con el siguiente enunciado: «Necesitamos vuestra ayuda. Las personas que se encuentran en las clínicas para el cáncer en todo el mundo necesitan gente que crea en los milagros. No soy un soñador, y no digo que con esto promoveré algún tipo de respuesta o cura definitivas para el cáncer. Pero creo en los milagros. Tengo que hacerlo». La Sociedad contra el Cáncer se mostró escéptica con su compromiso, pero aceptó apoyarlo una vez que consiguiera patrocinadores, y le pidió que obtuviera un certificado médico de un cardiólogo que confirmara que estaba en las condiciones físicas necesarias para poder intentar la carrera. Como resultado del examen médico, le diagnosticaron hipertrofia ventricular izquierda —un agrandamiento del ventrículo izquierdo de su corazón—, una dolencia asociada comúnmente con los atletas. Si bien los médicos le advirtieron de los riesgos potenciales a los que se enfrentaba, no consideraron que su estado fuese un problema significativo. Los médicos respaldaron su participación en la carrera una vez que Fox prometió que se detendría inmediatamente si comenzaba a sentir cualquier problema cardíaco.
Fox envió cartas a varias empresas pidiendo donaciones para un vehículo y calzado deportivo, así como para cubrir otros gastos relacionados con el Maratón. También envió algunas cartas más en las que pedía contribuciones para adquirir una pierna artificial diseñada específicamente para correr. En ellas dijo que, aunque estaba agradecido por seguir con vida después del tratamiento para el cáncer, «recuerdo que me había prometido a mí mismo que [..] me enfrentaría cara a cara con este desafío [el de conseguir fondos para la investigación contra el cáncer] para demostrarme que soy digno de estar vivo, algo que muchas personas dan por sentado». Ford donó una autocaravana, Imperial Oil aportó el combustible, y finalmente Adidas le proporcionó el calzado. Fox rechazó a las empresas que solicitaban que avalara sus productos y rehusó recibir donaciones con condicionantes, ya que insistía en que nadie debía obtener ganancias por su carrera.

### Carrera a través de Canadá

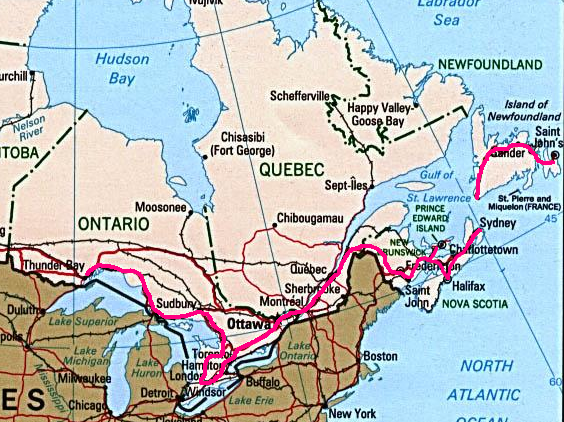
Mapa de la región oriental de Canadá, donde se muestra el camino que siguió Fox en su maratón, desde San Juan, en la costa este, hacia el oeste.

El Maratón comenzó el 12 de abril de 1980 cuando Fox mojó su pierna protésica en el océano Atlántico, cerca de San Juan, en Terranova. También llenó dos botellas grandes con agua del mar con la intención de guardar una como recuerdo y verter el contenido de la otra en el océano Pacífico al completar su recorrido en Victoria (Columbia Británica). Su amigo Doug lo apoyó en su empresa, encargándose de conducir la autocaravana y de preparar las comidas. Fox comenzaba su carrera todos los días antes del amanecer, equipado con un pantalón corto y una camiseta. Su prótesis era plenamente visible, sin ningún intento por ocultarla. Durante todo el maratón, la rutina empezaba muy temprano: Fox comenzaba a correr a las cinco de la mañana; corría dos millas (3,2 km) y hacía una pausa para beber en la autocaravana que Doug conducía detrás de él; corría otras dos millas y hacía una nueva pausa, continuando de esta forma hasta haber hecho entre 14 y 16 millas (de 22 a 26 km). Generalmente terminaba la sesión de mañana a las ocho, y descansaba tres horas. Después corría el resto del recorrido, de 10 a 12 millas (entre 16 y 19 km). Doug dejaba una señal con un montón de piedras situado junto a la autopista, para comenzar en el mismo punto al día siguiente. Recorría aproximadamente una milla cada once minutos (8,7 km/h). Por las tardes, Fox concedía entrevistas y daba charlas en gimnasios escolares y centros comunitarios. Mientras se dirigía a la gente, un representante de la Sociedad contra el Cáncer recogía los donativos. Inicialmente, Doug y Fox dormían en la autocaravana. No sería hasta que llegaron a Ontario y la popularidad de su empresa comenzó a crecer que consiguieron dormir en habitaciones de motel donadas también.
En los primeros días, Fox se enfrentó a temporales de viento, fuertes lluvias, e incluso a una tormenta de nieve. Además, se desalentó un tanto al ver la pobre recepción que le daban a su carrera. Esta situación cambió al llegar a Port aux Basques (Terranova), donde los diez mil habitantes de la ciudad donaron en total diez mil dólares canadienses. A lo largo del recorrido Fox expresó frecuentemente su enojo y frustración con quienes pensaba que estaban obstaculizando la carrera, entre ellos el propio Doug, con quien discutía constantemente. Para cuando arribaron a Nueva Escocia casi no se hablaban, por lo que los padres de Terry volaron a Halifax para conseguir su reconciliación. Para asegurar que los conflictos no se reproducirían, uno de los hermanos de Fox, Darrell —que tenía diecisiete años—, se integró en el equipo como amortiguador. El 10 de junio, Terry dejó atrás las provincias marítimas canadienses y se enfrentó a nuevos desafíos al entrar en Quebec, ya que nadie del grupo sabía hablar francés —estuvo cinco días sin ducharse porque no sabían cómo preguntar por un sitio donde hacerlo—, y los conductores le obligaban continuamente a salir de la carretera mientras corría. El 22 de junio llegó a Montreal, tras recorrer una tercera parte de los 8000 kilómetros (4971 mi) previstos, con doscientos mil dólares recaudados hasta entonces. Por esas fechas, la iniciativa de Fox atrajo la atención de Isadore Sharp, fundador y director ejecutivo de la cadena hotelera Four Seasons Hotels and Resorts, que había perdido a un hijo en 1978 víctima de un melanoma, apenas un año después de que se le diagnosticara el cáncer a Fox. Sharp se mostró intrigado con la historia de un joven con solo una pierna «que intentaba hacer lo imposible» corriendo por todo el país de costa a costa, y le ofreció comida y alojamiento en los hoteles de su propiedad que se hallaran en la ruta del Maratón, además de anunciar que donarían dos dólares por cada milla que Fox corriera (lo que haría diez mil dólares canadienses), pidiendo en el mismo anuncio a otras 999 empresas que hicieran lo mismo, para alcanzar así diez millones de dólares. El apoyo de Sharp fue crucial para que Fox decidiera continuar con la carrera. La Sociedad Canadiense contra el Cáncer lo convenció de que si llegaba a Ottawa en el Día de Canadá —1 de julio—, conseguiría un mayor número de donaciones, por lo que Fox decidió permanecer en Montreal unos cuantos días más.

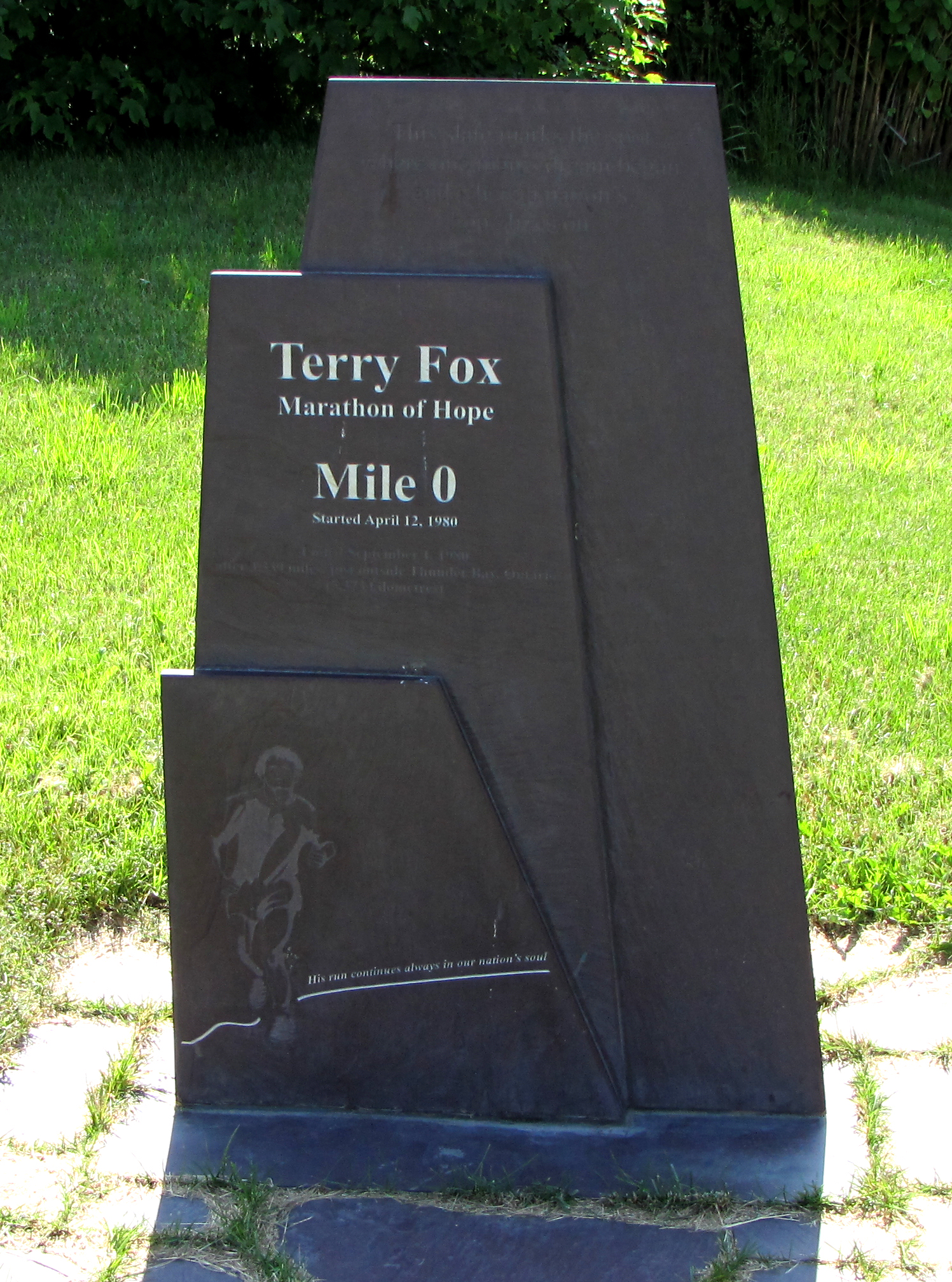
Monumento conmemorativo en la Milla 0, en San Juan de Terranova.

El último sábado de junio Fox cruzó la frontera de Ontario por el pueblo de Hawkesbury. Allí le recibió una banda de música y miles de habitantes colmaron las calles para animarle a su paso. Esta vez la policía provincial lo escoltó en su recorrido a través de todo el territorio de Ontario. A pesar del calor sofocante de ese verano, continuó corriendo 26 millas (42 km) por día. A su llegada a Ottawa, lo recibieron el gobernador general Ed Schreyer y el primer ministro Pierre Trudeau, y fue invitado de honor en numerosos eventos deportivos en la ciudad. Ante dieciséis mil hinchas, realizó el saque de honor de la liga nacional de fútbol canadiense, mientras el público en pie le tributaba una calurosa ovación. El diario de Fox reflejaba su ilusión cada vez mayor por la recepción que había recibido y empezó a entender la gran emoción que sentían los canadienses ante sus esfuerzos.
En Toronto una multitud de diez mil personas lo recibió en la plaza Nathan Phillips Square. Mientras corría hacia la plaza, muchas personas se unieron a él, entre ellas Darryl Sittler, estrella de la Liga nacional de hockey sobre hielo, que le regaló a Fox su camiseta del partido de las estrellas de 1980. La Sociedad contra el Cáncer calculó que solamente en ese día se recaudaron cien mil dólares. A su paso por la región sur de Ontario, Bobby Orr, jugador de hockey de las décadas de 1960 y 1970 que había ingresado en el Salón de la Fama del Hockey canadiense, acudió a su encuentro y le entregó un cheque de veinticinco mil dólares en nombre de la compañía de alimentación Planters Peanuts. Fox consideró que su encuentro con Orr fue el momento culminante de su viaje.
Conforme la popularidad de Fox crecía, la Sociedad contra el Cáncer programaba más eventos y discursos. Sin importar cuánto se desviara de su recorrido, Fox intentó cumplir con todas las peticiones que, a su juicio, pudieran ayudar a recolectar dinero. No obstante, se enfureció ante lo que consideraba una excesiva intromisión de los medios de comunicación en su vida privada, como cuando el Toronto Star publicó en un reportaje que había tenido una cita con una chica. Fox empezó a sentirse inseguro sobre si podía confiar en la prensa cuando comenzaron a publicar artículos negativos sobre él, entre ellos uno del Globe and Mail, donde lo retrataban como un «hermano tirano» que maltrataba verbalmente a Darrell, y afirmaba que corría por el rencor que sentía hacia un médico que no lo había diagnosticado bien en su momento. Fox se refirió a estas acusaciones como «basura».
El esfuerzo físico requerido para correr un maratón cada día comenzó a cobrarse su precio en el cuerpo de Fox. Aparte de los días de descanso que se tomó en Montreal, a petición de la Sociedad contra el Cáncer, decidió no tomarse ninguno más, ni siquiera el día de su vigésimo segundo cumpleaños. Con frecuencia sentía dolores en las espinillas y se le inflamaba la rodilla; desarrolló quistes en el muñón y experimentó mareos. En un momento, sintió un dolor en el tobillo que no remitía. Si bien temía una fractura por sobrecarga, corrió tres días más antes de buscar atención médica, para lo cual tomó una avioneta que proporcionó uno de sus seguidores. Para su alivio, le fue diagnosticada una tendinitis que se podía tratar con analgésicos Rechazó acudir a revisiones médicas rutinarias, y le restó importancia a las advertencias de que esteba poniendo en peligro su salud futura. El médico le pidió que descansara algunos días o bajase el ritmo. Fox se negó, pero Lou Fine, el miembro de la Sociedad contra el Cáncer que le acompañaba, le engañó, diciéndole que la avioneta no podría aterrizar debido a la niebla que había en el lugar donde había parado antes de volar para obtener asistencia médica. Tuvo que tomar un autobús, que no salía hasta el día siguiente. Fox pudo así descansar dos días.
A pesar de su notable capacidad de recuperación física, a finales de agosto comenzó a comprobar que se sentía exhausto antes de comenzar sus carreras diarias. El 31 de agosto, Fox creyó que había cogido un resfriado. Los síntomas eran una tos seca y visión doble. Al día siguiente, en las afueras de Thunder Bay, en la orilla noroeste del lago Superior, se vio obligado a detener su marcha poco después de pasar por un ataque intenso de tos, acompañado de fuertes dolores en el pecho. Al no saber qué hacer al respecto, optó por seguir su recorrido mientras desde los arcenes de la autopista una multitud lo alentaba con gritos a su paso. Unas cuantas millas después, debido a la dificultad que sentía para respirar y al dolor en el pecho, que no disminuía, le pidió a Doug que lo llevara a un hospital. Inmediatamente temió que su trayecto hubiese terminado. Al día siguiente, al borde de las lágrimas, y junto a sus padres, que habían llegado a Thunder Bay en cuanto supieron lo ocurrido, Fox ofreció una conferencia de prensa en la que anunció que su cáncer había vuelto y se había extendido a sus pulmones. Tuvo que abandonar el maratón después de 143 días y 5373 kilómetros (3339 mi) recorridos. Fox volvió a su casa, para comenzar de nuevo el tratamiento en el Royal Columbian Hospital. A pesar de que el jugador de hockey sobre hielo Darryl Sittler y su equipo, los Maple Leafs, se ofrecieron a completar la carrera por él, pero Fox se negó, manifestando que deseaba terminar él mismo el recorrido.

### Respuesta nacional

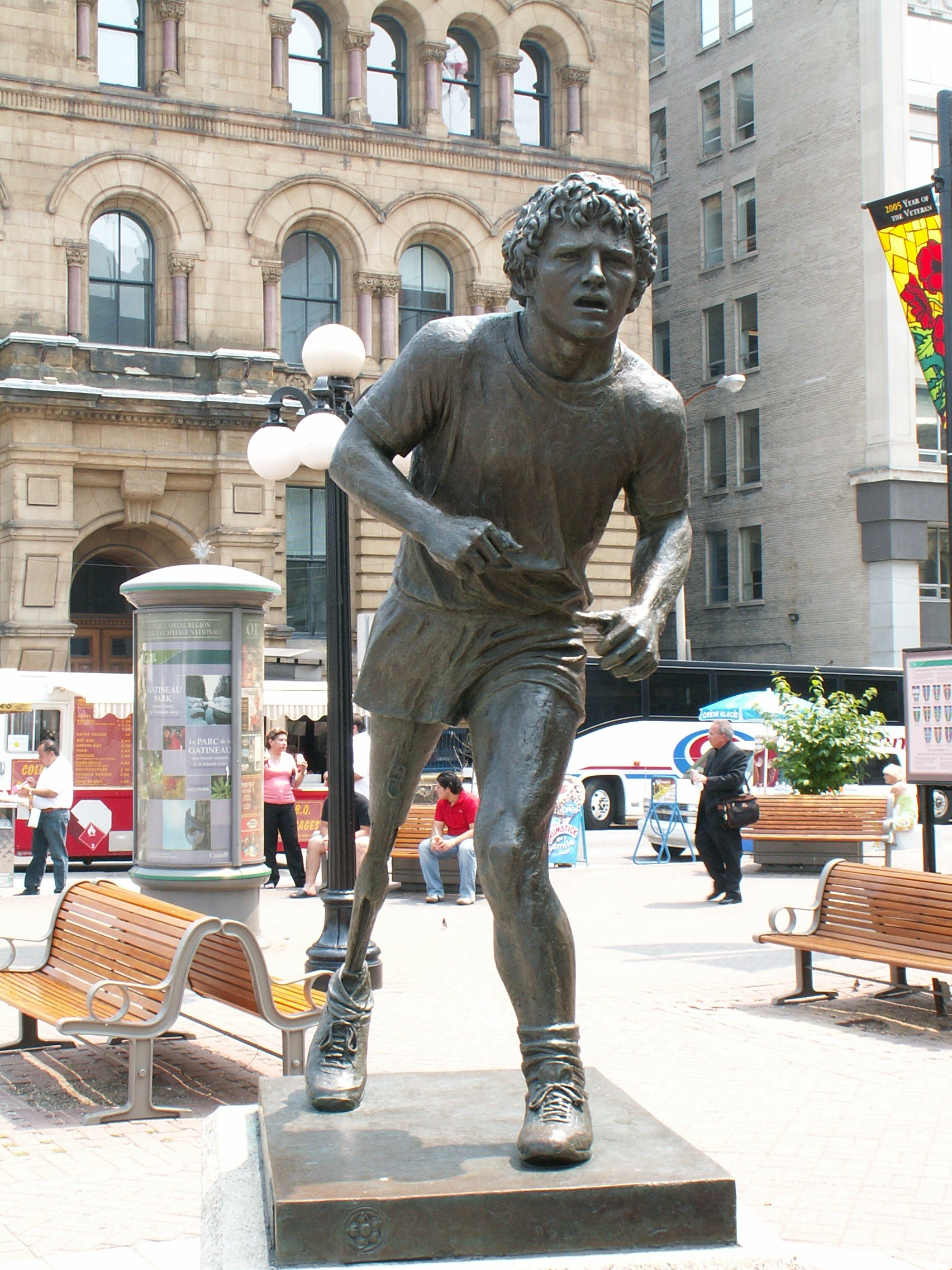
Estatua de Terry Fox en Ottawa.

En el momento en que Fox abandonó el maratón había recaudado ya un total de 1,7 millones de dólares canadienses. Ante la reaparición de su cáncer, se dio cuenta de que el país estaba a punto de ver las consecuencias de la enfermedad y albergaba la esperanza de que este hecho despertaría una mayor generosidad. Una semana después de que su carrera finalizara, la cadena televisiva CTV Television Network organizó un teletón para apoyar a Fox y a la Sociedad contra el Cáncer. Con el apoyo de personalidades tanto canadienses como internacionales, el programa, de cinco horas de duración, logró recaudar diez millones y medio de dólares adicionales. Entre las donaciones hubo una de un millón, entregado por el gobierno de Ontario —como dotación a la Ontario Cancer Treatment and Research Foundation— y otra de un millón también por parte del de Columbia Británica, para la creación de un nuevo instituto de investigación que llevaría el nombre de Fox. Los donativos siguieron recibiéndose a lo largo del invierno y, para abril del año siguiente, la cantidad ascendía a más de veintitrés millones de dólares.
Admiradores y seguidores de la causa en todo el mundo inundaron a Fox de cartas y muestras de apoyo. En un momento dado, llegó a recibir más correo que todo el resto de Port Coquitlam. Tal llegó a ser su fama que una carta dirigida simplemente a «Terry Fox, Canadá» llegó a su destino sin problemas. En septiembre de 1980, Fox ingresó en la Orden de Canadá con rango de companion —el mayor tras los de soberano y canciller, rangos natos ocupados por el monarca de Canadá y el gobernador general respectivamente— en una ceremonia especial. Se convirtió en la persona más joven que había recibido dicha distinción hasta entonces. El teniente gobernador de la Columbia Británica lo distinguió el mes siguiente con la Orden de Dogwood, la máxima distinción de la provincia. Igualmente el Salón de la Fama de los Deportes de Canadá llevó a cabo una exposición permanente sobre su gesta, en tanto que se le concedía el premio Lou Marsh reconociéndole como el atleta más destacado del país en 1980. Igualmente, se lo distinguió como el «Newsmaker of the Year» de Canadá en 1980 —esto es, la figura con mayor influencia en la prensa canadiense—. El diario Ottawa Citizen describió la reacción nacional al maratón como «una de las efusiones de emoción y de generosidad más poderosas en la historia de Canadá».

## Muerte
En los meses siguientes, Fox fue sometido a varios tratamientos de quimioterapia, pero el cáncer continuó extendiéndose. A medida que su salud se deterioraba, los canadienses esperaban algún milagro y el mismo papa Juan Pablo II envió un telegrama diciendo que rezaba por su salud. Los médicos probaron entonces con tratamientos experimentales con interferón, aunque su efectividad contra el sarcoma osteogénico era desconocida. Fox sufrió una reacción adversa al primer tratamiento, pero aun así prosiguió con el programa después de un período de descanso.
El 19 de junio de 1981 ingresó de nuevo en el Royal Columbian Hospital, con congestión del pecho, la cual degeneró en neumonía. Entró en coma el domingo 28 de junio temprano en la mañana y murió a las 4:35 a. m. PDT, con su familia a su lado. Según el director del hospital, Dr. Ladislav Antonik, los médicos no trataron de mantenerlo vivo mecánicamente porque decidieron que «Terry debía tener en la muerte la dignidad que tuvo en vida». El gobierno de Canadá ordenó izar a media asta todas las banderas en el país, un honor sin precedentes usualmente reservado a políticos u hombres de Estado ilustres. En un discurso ante la Cámara de los Comunes, el primer ministro Trudeau dijo: «ocurre muy rara vez en la vida de una nación que el espíritu valiente de alguien une a toda la gente en la celebración de su vida y en el duelo por su muerte... No lo veo como alguien vencido por la desgracia, sino como alguien que nos inspiró con el ejemplo del triunfo del espíritu humano sobre la adversidad».
Su funeral, al cual asistieron cuarenta familiares y doscientos invitados, fue retransmitido a todo el país. Cientos de comunidades en todo Canadá oficiaron también funerales, entre ellos uno en la Colina del Parlamento, de Ottawa. Los canadienses inundaron las oficinas de la Sociedad contra el Cáncer con nuevas donaciones.

## Legado
Fox continúa siendo uno de los personajes prominentes de la cultura popular canadiense. De acuerdo con el escritor Douglas Coupland, su determinación unió a Canadá; canadienses de cualquier origen y condición social le brindaron su apoyo en el Maratón de la Esperanza, y su recuerdo es motivo de orgullo en todo el país. En una encuesta realizada en el país en 1999, resultó elegido el héroe más grande de Canadá. En 2004 los televidentes de The Greatest Canadian, de la cadena CBC, le eligieron el segundo «canadiense más grande» de cualquier área y época, solo por detrás del político y estadista Tommy Douglas. La condición heroica de Fox le ha sido atribuido a su imagen de persona común que intentó una proeza notable y edificante. También se ha argumentado que su grandeza se deriva de su audaz visión, así como de la determinación para alcanzar su meta y de su habilidad para superar obstáculos, tales como su falta de experiencia o la soledad que implicó su travesía por Canadá. La personalidad mediática canadiense Sook-Yin Lee, que defendía la candidatura de Fox en The Greatest Canadian, lo comparó con un héroe de la Antigüedad griega, Filípides, el corredor que anunció el desenlace de la batalla de Maratón antes de morir. Además, afirmó que Fox «personifica los valores más queridos por la sociedad canadiense: compasión, entrega y perseverancia», y destacó la yuxtaposición entre su popularidad, surgida por la imagen inolvidable que creó en su vida, y el rechazo a cualquier parafernalia asociada a la fama. Al igual que muchos otros símbolos canadienses, Fox es un héroe inusual, «admirado pero no perfecto». Una necrológica publicada en el Canadian Family Physician enfatizó su humanidad y señaló que su enfado —al ser diagnosticado con cáncer, al leer artículos negativos publicados por la prensa, o el expresado contra los que consideraba que atentaban contra su independencia— era un factor que evitaba su «canonización», lo que ponía sus logros al alcance de todos.

### Percepción social del cáncer y la discapacidad
Hasta que Fox llevó a cabo su empresa, los enfermos oncológicos no querían que se supiera la enfermedad que sufrían. Sentían vergüenza. Gracias a la gesta de Terry Fox, todo esto cambió. Fox no solo no se avergonzaba de su enfermedad, sino que cada día que corría le mostraba al mundo que era un enfermo de cáncer, y esto transformó el modo en el que los canadienses se enfrentaban a esta dolencia. Fox también se negó a considerarse una persona con discapacidad y no permitía que nadie le mostrara compasión. En una ocasión dijo, en una estación radiofónica de Toronto, que sentía que la vida era más «satisfactoria y desafiante» desde que había perdido su pierna. Al igual que con el cáncer, el Maratón de la Esperanza ayudó a cambiar no solo la percepción acerca de la discapacidad y el cáncer, sino la forma en la que las personas con discapacidad se integraban en la sociedad. También consiguió incrementar la visibilidad de las personas con discapacidad e influir en sus actitudes, mostrándoles la discapacidad de una forma más positiva. El atleta paralímpico Rick Hansen comentó que la carrera retó a la sociedad a centrarse en las capacidades más que en las discapacidades. «Lo que era visto como una limitación, se convirtió en una gran oportunidad. Las personas con discapacidad comenzaron a ver las cosas de una forma diferente. Comenzaron a sentir mucho orgullo», escribió Hansen al respecto.
Por otra parte, han surgido algunas críticas contra la narrativa establecida en torno a Fox, que ilustraría el modo en que los medios de comunicación se centran en estereotipos de éxitos heroicos y extraordinarios de personas con discapacidad, al tiempo que ignoran logros más mundanos. El actor Alan Toy comentó: «ciertamente recaudó dinero para la investigación contra el cáncer y mostró la capacidad humana para lograr un objetivo. Pero a muchas personas con discapacidad se les hace que sientan que son unos fracasados si no han hecho algo extraordinario. Podrían ser banqueros o trabajadores de fábricas, prueba suficiente de que son útiles para la sociedad. ¿Tenemos que ser 'súper discapacitados' para ser válidos? Y si no lo somos, ¿entonces somos inválidos?». La idealización de Fox por parte de los medios de comunicación también ha sido objeto de críticas por enfatizar una aproximación individualista a la enfermedad y a la discapacidad, en donde el cuerpo es una máquina que debe dominarse, contrario al modelo social en la discapacidad, donde las actitudes y obstáculos sociales para la inclusión constituyen un elemento fundamental para determinar quién es una persona con discapacidad y quién no.

### La carrera Terry Fox

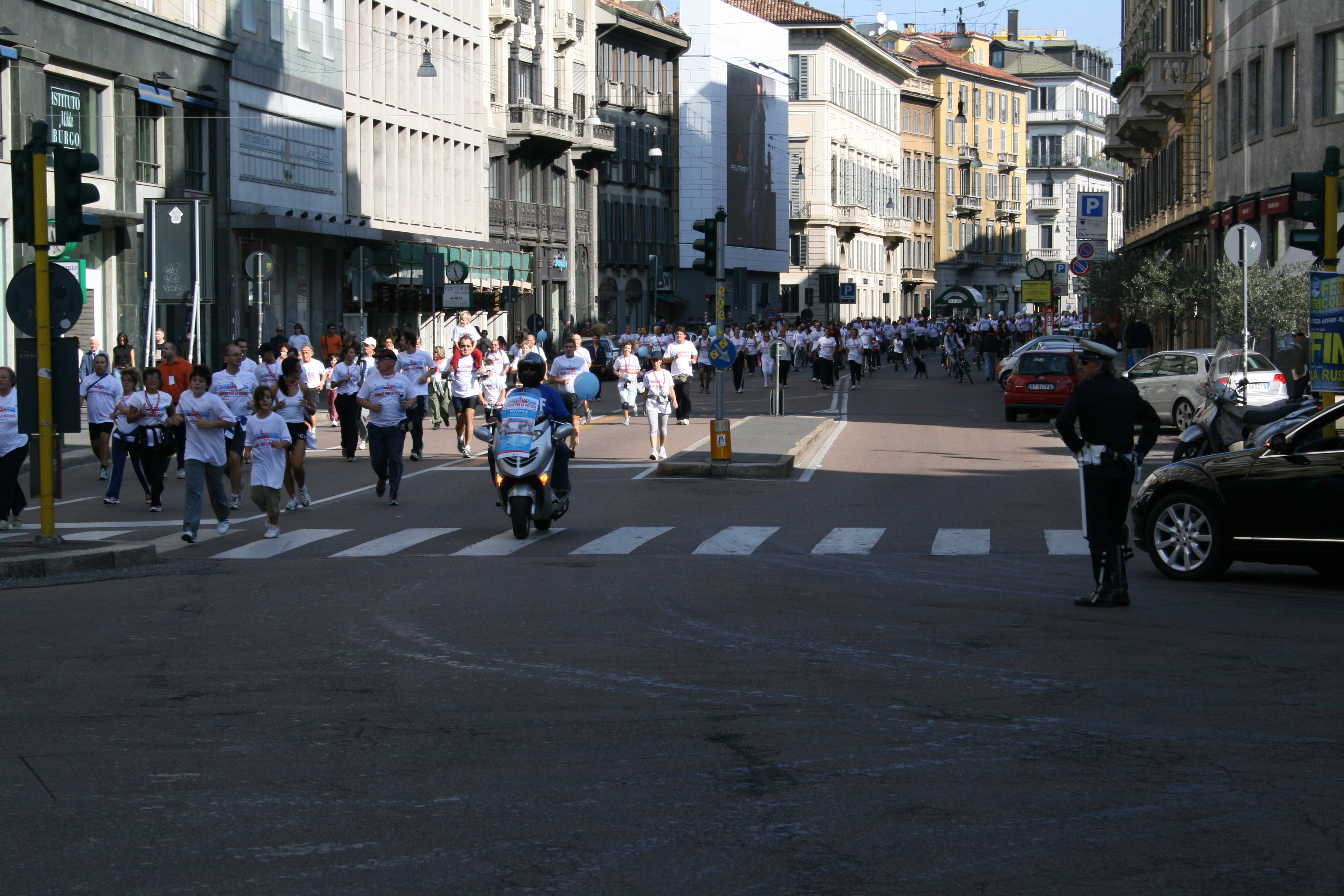
Participantes en edición de 2007 de la carrera Terry Fox en Milán (Italia).

Una de las primeras personas que apoyó a Fox fue Isadore Sharp, fundador de la cadena hotelera Four Seasons Hotels and Resorts, que había perdido a un hijo también a causa del cáncer. Sharp proporcionó alojamiento a Fox, donó una importante cantidad de dinero y pidió a casi mil empresas que hicieran lo mismo. El 2 de septiembre de 1980, un día después de que Fox tuviese que dejar su Maratón de la Esperanza, Sharp envió un telegrama a la familia Fox en la que proponía la creación de una carrera anual con el nombre de Terry Fox para recaudar fondos. Este aceptó, aunque insistió en que las carreras no debían ser competitivas: no habría ganadores ni perdedores, y los participantes podrían optar entre correr, caminar o realizar su recorrido a bordo de un medio de transporte. Sin embargo, inicialmente Sharp encontró oposición al proyecto. La Sociedad contra el Cáncer temía que una carrera celebrada en otoño disminuyera sus campañas tradicionales, que se llevaban a cabo en abril, mientras que otras entidades benéficas creían que otro evento de recaudación de fondos dejaría menos dinero para sus propias causas. A pesar de ello, Sharp insistió y el 13 de septiembre de 1981 organizó, junto con su cadena hotelera y la familia Fox, la primera carrera Terry Fox.
Más de trescientas mil personas participaron en la primera edición y la recaudación total ascendió a 3,5 millones de dólares canadienses. Para la segunda edición de la carrera, celebrada el 19 de septiembre de 1982, se invitó a participar a todas las escuelas del país. Desde entonces, la participación escolar ha continuado, por lo que se ha establecido una carrera separada, el «Día Nacional de Carrera Escolar Terry Fox». En sus primeras seis ediciones, las carreras recaudaron más de veinte millones de dólares canadienses. Inicialmente, la carrera Terry Fox estaba bajo el paraguas de la Sociedad Canadiense contra el Cáncer, pero en 1988 se estableció la Fundación Terry Fox, que se hizo cargo de la organización de la carrera y de distribuir la recaudación entre distintos proyecto de investigación contra la enfermedad.
En 1999 las carreras se internacionalizaron, con la participación de más de un millón de personas en sesenta países, gracias a las cuales se recaudaron quince millones de dólares canadienses solamente ese año. Para el 25.º aniversario de la creación de la carrera Terry Fox, más de tres millones de personas se daban cita anualmente. Fuera de Canadá, la edición cubana es la de mayor participación. Las donaciones de la Fundación Terry Fox han ayudado a que los científicos canadienses realicen numerosos avances en la investigación contra el cáncer. Fuera de Canadá, las organizaciones locales canalizan los fondos hacia institutos de investigación locales aprobados por la Fundación Terry Fox o remitidos a Canadá.
La carrera Terry Fox es el mayor evento de un día en el mundo para recaudar fondos para la investigación contra el cáncer, y hasta 2012 había logrado recaudar 600 millones de dólares canadienses. Las carreras en sus ediciones de 2013-2016 se llevarán a cabo a mediados del mes de septiembre correspondiente.

### Honores

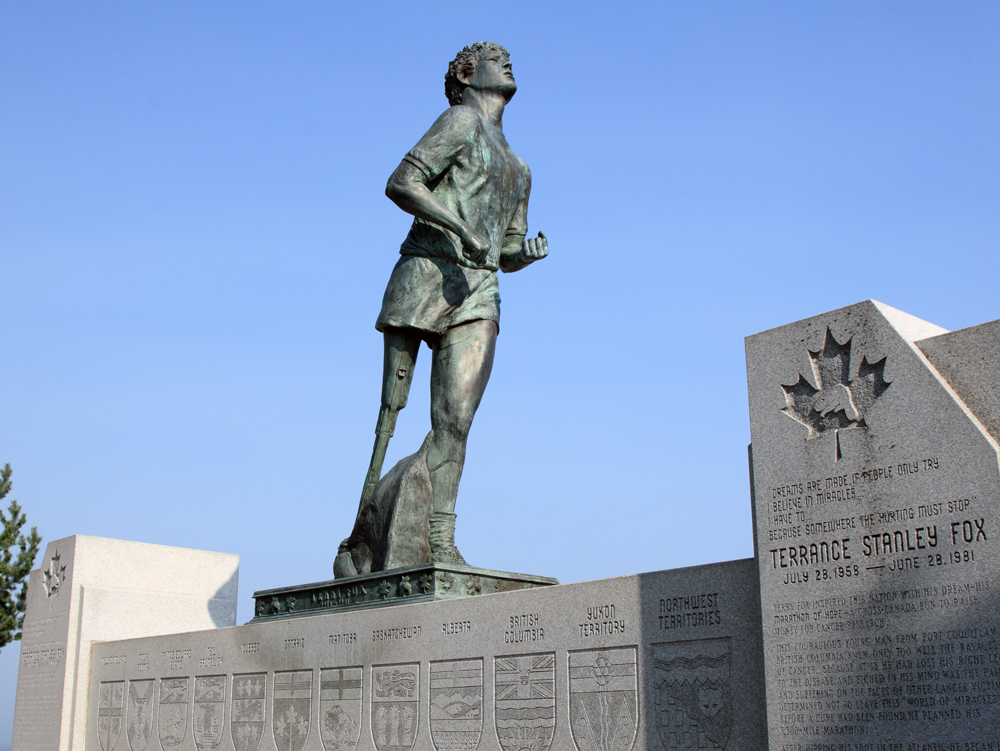
Monumento conmemorativo erigido en las afueras de Thunder Bay junto a la Carretera Transcanadiense, cerca del sitio donde Fox tuvo que abandonar su Maratón de la Esperanza.

Existe una gran cantidad de monumentos conmemorativos erigidos en Canadá en memoria de Fox o a los que se ha dado su nombre. Entre ellos se incluyen:
- aproximadamente treinta y dos carreteras y calles, entre ellas la Terry Fox Courage Highway —la Autopista del Coraje de Terry Fox— un tramo de 83 km de la Carretera Transcanadiense, cerca de Thunder Bay, y próxima al lugar donde Fox finalizó su carrera, a la que se bautizó con el nombre de Fox.[111] Allí se erigió también una estatua de Terry Fox de grandes proporciones a manera de monumento;[112]
- catorce escuelas, entre ellas una de enseñanza primaria ubicada en un suburbio de Montreal que tomó el nombre de Terry Fox poco después de su muerte,[113] y la escuela secundaria de Port Coquitlam, de la cual se graduó Terry, que pasó a llamarse Terry Fox Secondary School el 18 de enero de 1986;[114]
- otros catorce edificios, entre ellos varios centros de atletismo y el Instituto de Investigación Terry Fox en Vancouver;
- siete estatuas, entre ellas el Monumento Terry Fox, en Ottawa, que constituyó el origen de La Senda de los Héroes —The Path of Heroes—, una iniciativa del gobierno federal canadiense que busca honrar a las personas que se han distinguido en sus aportaciones al país;[115]
- nueve senderos de entrenamiento físico;
- una montaña que no tenía nombre en las Rocosas Canadienses, en el Selwyn Range, a la que el gobierno de Columbia Británica dio la denominación Monte Terry Fox menos de un mes después de su muerte.[116] El área situada alrededor del monte constituye un parque provincial conocido como Mount Terry Fox Provincial Park;
- el rompehielos de la Guardia Costera de Canadá CCGS Terry Fox, puesto en servicio en 1983;[117]
- una serie de esculturas de bronce de Fox erigidas en 2011 en el exterior del estadio BC Place en el centro de Vancouver. Fueron diseñadas por el escritor canadiense Douglas Coupland y muestran a Fox corriendo hacia el océano Pacífico.[118]

Poco después de su muerte, Fox fue elegido «Newsmaker of the Year» de 1981, y el Correo de Canadá anunció ese año la comercialización de un sello conmemorativo —algo notable porque el Correo canadiense mantenía una política de no homenajear a ninguna persona con sellos conmemorativos hasta pasados al menos diez años de su muerte—.
El músico británico Rod Stewart se conmovió de tal forma por el Maratón de la Esperanza que escribió y dedicó a Fox la canción «Never Give Up on a Dream», que forma parte del álbum Tonight I'm Yours (1981). Además, dio a su gira de 1981-82 el nombre Terry Fox Tour. El Salón de la Fama Terry Fox se creó en 1994 en Toronto con el propósito de reconocer a quienes hayan hecho contribuciones extraordinarias para la mejora de la calidad de vida de las personas con discapacidad. En Vancouver se estableció el centro de investigación Terry Fox Laboratory para realizar investigaciones de vanguardia sobre las causas y potenciales curas para el cáncer.
Con motivo del 25.º aniversario del Maratón de la Esperanza, la Real Casa de la Moneda Canadiense acuñó una moneda especial de dólar en 2005, la cual se convirtió en su primera moneda en circulación en mostrar a un canadiense.

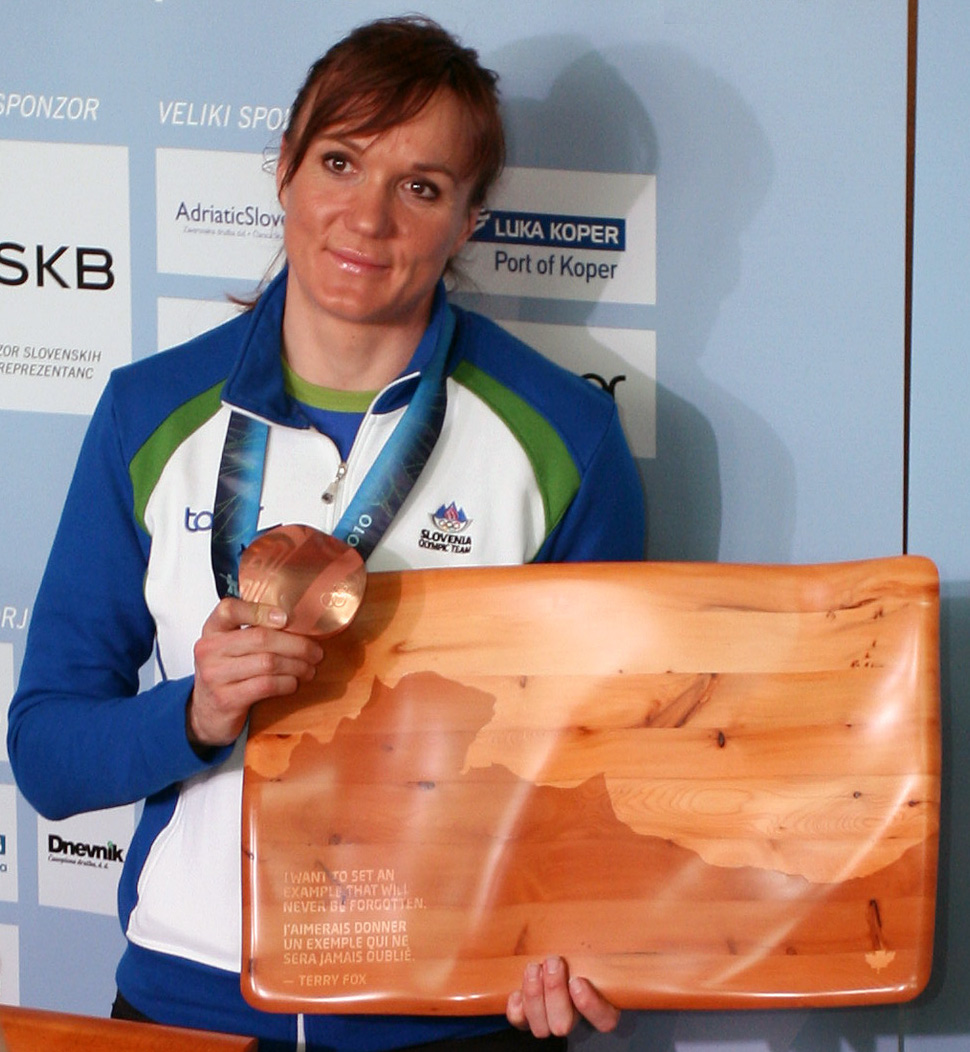
Petra Majdič, esquiadora de fondo eslovena, fue una de las dos atletas olímpicas que recibió el Premio Terry Fox Vancouver 2010. La bandeja que constituye el premio lleva la inscripción «Quiero dar un ejemplo que nunca se olvide — Terry Fox».

En 2008, Terry Fox fue designado Personaje Histórico Nacional de Canadá, un reconocimiento otorgado por el Gobierno de Canadá a aquellas personas que han tenido un papel de relevancia nacional en la historia de ese país. Las razones para otorgar este reconocimiento fueron su estatus como «icono imperecedero», sus virtudes personales y el modo en el que el Maratón de la Esperanza había cautivado al país y resonado profundamente entre los canadienses.
Su madre, Betty Fox, fue una de las ocho personas que portó la bandera olímpica en el Estadio BC Place en la ceremonia de apertura de los Juegos Olímpicos de Invierno de 2010 celebrados en Vancouver. Este acontecimiento deportivo acogió también la entrega del Premio Terry Fox Vancouver 2010, creado específicamente para esa edición de los juegos olímpicos. Dicho premio tenía como objetivo recompensar a aquellos atletas olímpicos que personificaban las cualidades de Fox de determinación y humildad frente a la adversidad. Betty Fox fue uno de los miembros del comité de selección. Un mes después, los Juegos Paralímpicos rindieron tributo a Fox durante la ceremonia de apertura: se exhibió un documental de diez minutos en su memoria antes de que sus padres, Betty y Rolly, entraran en el estadio portando la antorcha olímpica.

### Películas y libros
La historia de Fox inspiró la película biográfica The Terry Fox Story, producida por HBO y emitida en televisión en Estados Unidos y en cines en Canadá. Protagonizada por el actor amputado Eric Fryer y por Robert Duvall, se convirtió en la primera película hecha exclusivamente para la televisión de paga. La crítica fue generalmente positiva. Sin embargo, la familia de Fox no se mostró totalmente conforme con el resultado, criticándola por cómo describió el temperamento de Terry. La película fue candidata en ocho categorías en los premios Genie que otorga la Academia Canadiense de Cine y Televisión, de las cuales ganó en cinco, entre ellas «Mejor película» y «Mejor actor».
Terry, otra producción cinematográfica, se estrenó en 2005 y contó con la producción de CTV Television Network. Contó con guion del premiado autor teatral para niños Dennis Foon. Su trama se centra en el Maratón de la Esperanza, con Shawn Ashmore como Terry Fox. Debido a que Ashmore no está amputado, se utilizó edición digital para mostrar una prótesis en lugar de su pierna real. A diferencia de The Terry Fox Story, este filme sí contó con la aprobación de la familia de Fox, al mostrarle con una actitud más positiva. Steve Nash, un jugador canadiense de la NBA que se sintió inspirado por Fox cuando era niño, dirigió un documental en 2010 titulado Into the Wind, que se transmitió en ESPN como parte de su serie 30 for 30.
Existen varios libros que relatan la hazaña de Fox. Uno de los primeros fue Terry Fox: His Story («Terry Fox: su historia»), una biografía autorizada de Fox publicada en 1981 por Leslie Scrivener, una periodista del Toronto Star que cubrió el Maratón de la Esperanza durante la primavera de 1980. El libro fue reeditado en 1983 y 2010. En 2005, para celebrar el 25.º aniversario del Maratón de la Esperanza, Douglas Coupland, el autor de Generación X y Microsiervos, escribió Terry (subtitulada Terry Fox And His Marathon of Hope, «Terry Fox y su Maratón de la Esperanza»). Se trata de una biografía escrita con el apoyo de la familia Fox, en forma de 145 pequeños episodios. Cada uno de ellos está ilustrado por una fotografía de Fox o de recuerdos de su Maratón de la Esperanza. Los beneficios de la venta del libro van destinadas a la Fundación Terry Fox. Según Coupland, que considera la obra de Scrivener como «la obra definitiva» sobre Fox, su obra se puede describir mejor como un «tributo» a Fox, parte de sus obsesiones con los mitos del canadiense corriente. Sin embargo, es el público infantil y juvenil el destinatario habitual de la narrativa sobre Fox: Terry Fox: A Story of Hope (2005), de Maxine Trottier (escrita también con motivo del 25.º aniversario del Maratón de la Esperanza); The Value of Facing a Challenge: The Story of Terry Fox (1983), de Ann Donegan Johnson o Legends in Their Time: Young Heroes and Victims of Canada (2006), de George Sherwood.

### Inspiración para otras carreras y organizaciones

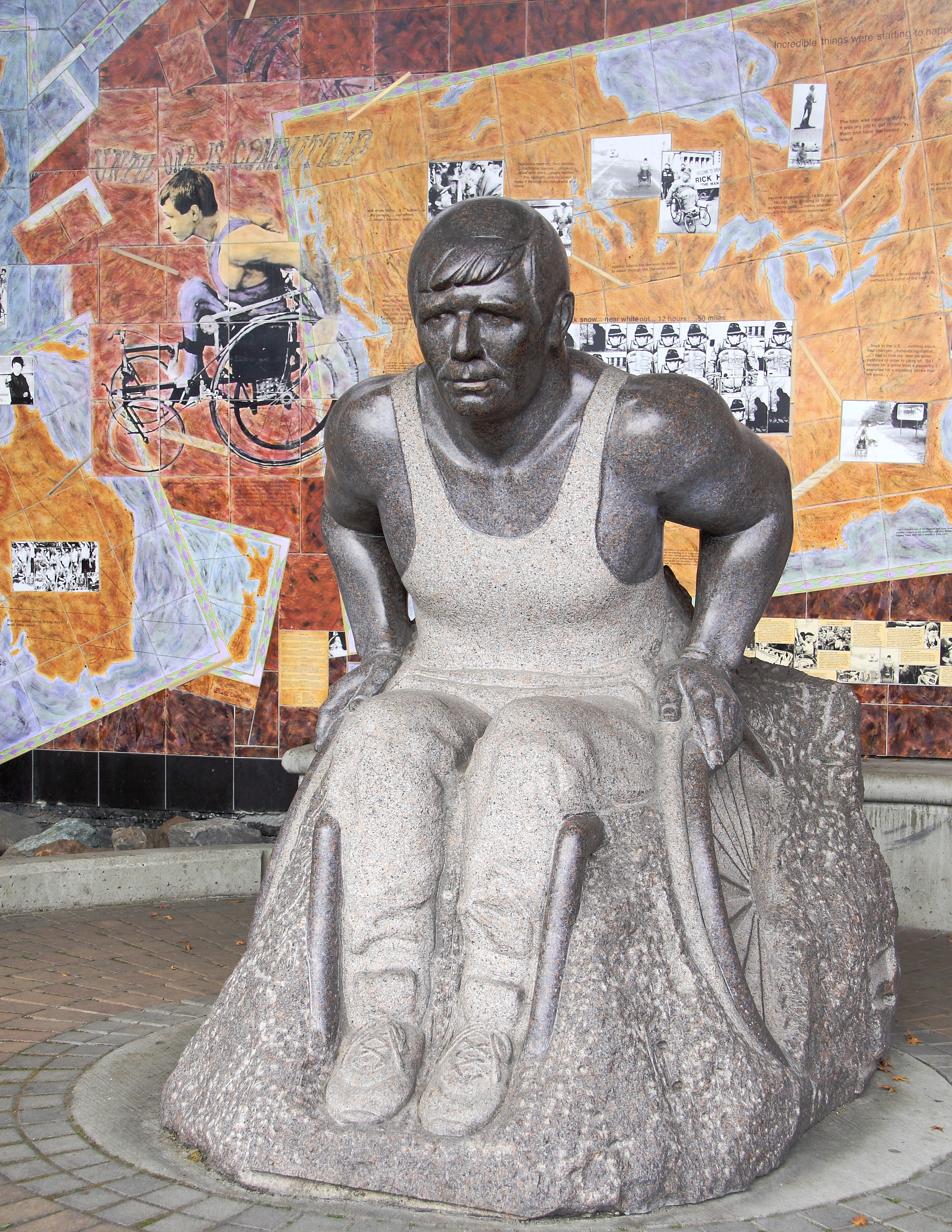
Estatua de Rick Hansen conmemorando su «Man In Motion World Tour», en el Rogers Arena de Vancouver.

Fox siempre se negó a que cualquier otra persona completara el Maratón de la Esperanza en su lugar, ya que había prometido que lo haría él mismo una vez que se recuperara. Steve Fonyo, un joven de dieciocho años de edad que sufrió del mismo tipo de cáncer y que también había sido amputado de una pierna, emuló la hazaña de Fox en 1984. Le dio a su campaña el nombre de «Journey for Lives» —«Viaje por las vidas»—. Después de partir de San Juan de Terranova el 31 de marzo, Fonyo llegó a finales de noviembre al lugar en donde Fox tuvo que renunciar a su maratón, y completó su carrera el 29 de mayo de 1985. Journey for Lives logró recaudar más de trece millones de dólares canadienses para la investigación contra el cáncer.
El atleta paralímpico canadiense Rick Hansen, que había reclutado a Fox para jugar en su equipo de baloncesto en silla de ruedas en 1977, también se inspiró en el Maratón de la Esperanza. En 1985 comenzó el «Man in Motion World Tour» —«Gira Mundial Hombre en Movimiento»— con el objetivo de recaudar diez millones de dólares canadienses para el tratamiento de las lesiones de la médula espinal. Al igual que Fonyo, Hansen se detuvo en el sitio donde Fox se vio forzado a terminar su maratón para rendirle homenaje. Completó su gira mundial en mayo de 1987, tras 792 días y 40 073 kilómetros (24 900 mi) recorridos. Atravesó treinta y cuatro países de cuatro continentes y recaudó más de veintiséis millones de dólares canadienses.
Tras la muerte de Fox, Dick Traum, cuya hazaña al ser el primer amputado en completar el maratón de Nueva York sirvió de inspiración a la gesta de Fox, fue invitado a participar en la carrera Terry Fox en Toronto. Traum, acostumbrado a ser el único amputado en tomar parte en competiciones de primer nivel, se sorprendió al ver la gran cantidad de personas con discapacidad que participaban. A su vuelta a casa, habló de su experiencia canadiense con Fred Lebow, el director de carrera del maratón de Nueva York. Lebow se mostró también impresionado por lo que Traum le contaba y le alentó a que consiguiera que atletas con discapacidad participaran en la carrera neoyorkina. En 1983, Traum fundó el Achilles Track Club, una organización cuya misión es dar apoyo a deportistas con discapacidad para que participen en eventos deportivos de primer nivel. Ese año, seis miembros del club participaron en el maratón de Nueva York. Achilles International (que tomó este nombre tras convertirse en una organización con presencia más allá de Estados Unidos) se ha convertido en la mayor y más influyente de su clase en todo el mundo. Traum, que sigue siendo el presidente de Achilles International, atribuye la existencia de su club al ejemplo de Fox: «El origen de todo [Achilles International y su éxito en todo el mundo] está en el sueño de Terry».